# Biên niên sử An Giang

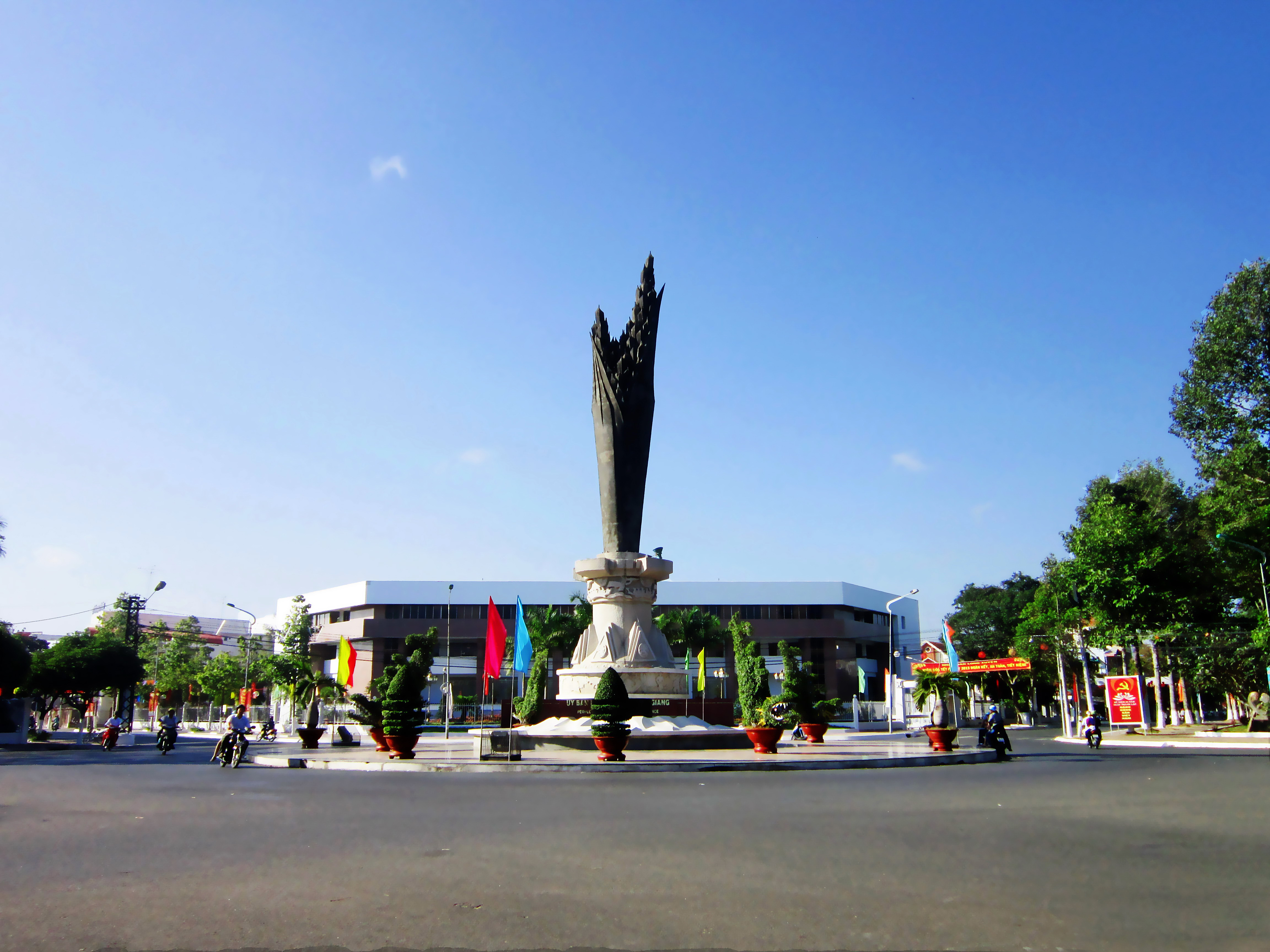
Tượng đài Bông lúa trước trụ sở UBND tỉnh An Giang

Biên niên sử An Giang ghi lại các sự kiện nổi bật của tỉnh An Giang thuộc Việt Nam theo thứ tự thời gian.
Xem thêm các bài liên quan để hiểu rõ các giai đoạn và chi tiết.

## Liệt kê sơ lược

### Thờichúa Nguyễn
- 1700: Tháng 4, sau khi đánh tan quân Nặc Thu ở Nam Vang (Chân Lạp), trên đường trở về Gia Định, Nguyễn Hữu Cảnh dừng chân ở Châu Sao Mộc (tức Cù lao Cây Sao, nay là Cù lao Ông Chưởng thuộc huyện Chợ Mới). Tại đây, ông lâm bệnh nặng, đưa đến Rạch Gầm (Mỹ Tho) thì mất ngày 16 âm lịch.
- 1757: Nguyễn Cư Trinh thay mặt chúa Nguyễn Phúc Khoát nhận đất Tầm Phong Long do vua Chân Lạp là Nặc Tôn dâng tặng. Sau đó, ông lãnh nhiệm vụ lập thành 3 đạo là: Tân Châu, Đông Khẩu (Sa Đéc), Châu Đốc; và cho tất cả trực thuộc dinh Long Hồ.
- 1771: Quân Xiêm La (sau này là Thái Lan) do Taksin (Trình Quốc Anh) cầm đầu đánh phá Hà Tiên, Châu Đốc.
- 1772: Tống Phước Hiệp và Nguyễn Cửu Đàm đánh đuổi quân Xiêm La vừa nói trên.
- 1775: Nguyễn Cư Trinh đưa một số người Chăm từ Chân Lạp về định cư ở núi Bà Đen (Tây Ninh), Hồng Ngự...[1]
- 1778: Giáo dân Thiên Chúa giáo tìm đến định cư ở Cù lao Giêng và Cái Đôi (nay đều thuộc huyện Chợ Mới).
- 1779: Tháng 11 (âm lịch), chúa Nguyễn Phúc Ánh ra lệnh kiểm tra các trấn là Trấn Biên (Biên Hòa), Phan Trấn (Gia Định, Định Tường) và Long Hồ (Vĩnh Long, An Giang). Đây là lần đầu tiên xuất hiện địa danh An Giang trong văn thư của nhà cầm quyền lúc bấy giờ.
- 1783: Quân Tây Sơn đánh đuổi chúa Nguyễn Phúc Ánh, chiếm trọn đất Gia Định (tức bao gồm luôn An Giang sau này). Năm này, ông Dương Văn Hóa khai khẩn cù lao Năng Gù lập thôn đặt lên Bình Lâm (nay là xã Bình Thủy, huyện Châu Phú) một trong những thôn ra đời sớm của tỉnh.
- 1784: Nguyễn Phúc Ánh dẫn quân Xiêm La chiếm Hà Tiên, An Giang, đóng đại bản danh ở Đông Khẩu (Sa Đéc).
- 1785: Tướng Tây Sơn là Nguyễn Huệ đánh thắng quân Xiêm La ở Rạch Gầm-Xoài Mút (Mỹ Tho), chiếm lại An Giang, Hà Tiên.
- 1787: Nguyễn Phúc Ánh chiếm lại toàn bộ đất Gia Định, trong đó có An Giang sau này.
- 1789: Xây dựng thủ Đông Xuyên (Long Xuyên), Vĩnh Hùng (An Hòa), Thuận Tấn (Vàm Nao thuộc Mỹ Hội Đông), Cường Uy (Lấp Vò).

### Thờinhà Nguyễn
- 1801: Theo chúa Nguyễn tham dự trận thủy chiến ở Thị Nại, Thư Ngọc Hầu và hai em (đều là người Tấn Mỹ, Chợ Mới) chết mất xác.
- 1805: ngày 17 tháng 6 (âm lịch): vua Gia Long ban dụ tổ chức Nam Bộ thành 5 trấn là: Trấn Biên (Biên Hòa), Phan Trấn (Gia Định), Định Trấn (Định Tường) và Vĩnh Trấn (Vĩnh Long, An Giang).
- 1808: Dinh Long Hồ đổi thành trấn Vĩnh Thanh, gồm có phủ Định Viễn và 4 huyện. An Giang hiện nay chủ yếu thuộc huyện Vĩnh An và Vĩnh Định của trấn Vĩnh Thanh.
- 1815: vua Gia Long sai Lưu Phước Tường (trấn thủ trấn Vĩnh Thanh) xây đồn Châu Đốc, đến năm sau (1816) thì hoàn thành.
- 1817: Nguyễn Văn Thoại (tức Thoại Ngọc Hầu) đến làm trấn thủ trấn Vĩnh Thanh.
- 1818: Nguyễn Văn Thoại cho đào kênh Thoại Hà, nối rạch Đông Xuyên (nay là rạch Long Xuyên) với ngọn Giá Khê (Rạch Giá), dài hơn 30 km. Đồng thời, dời đạo Tân Châu từ Cù lao Giêng (Chợ Mới) về thôn Long Sơn (nay thuộc P. Long Sơn, Tân Châu). Trong năm này, chợ Đông Xuyên (tức chợ Long Xuyên thuộc phường Mỹ Long ngày nay) được xây dựng. Đây là ngôi chợ xưa nhất của tỉnh An Giang ngày nay[2].
- 1819: Khởi đào kênh Vĩnh Tế nối Châu Đốc với Hà Tiên, đến 1824 thì xong, dài 91,32km.
- 1822: Nguyễn Văn Thoại lập làng Thoại Sơn, dựng bia Thoại Sơn tại triền Núi Sập, dựng đình thờ Nguyễn Hữu Cảnh tại trung tâm thị xã Châu Đốc ngày nay.
- 1826: Nguyễn Văn Thoại sai đắp lộ Châu Đốc - Núi Sam, Núi Sam-kênh Vĩnh Tế. Đến 1828 thì ông cho dựng bia Vĩnh Tế bên bờ kênh Vĩnh Tế, dựng bia Tân Lộ Kiều Lương tại chân Núi Sam.
- 1829: Nguyễn Văn Thoại mất, an táng tại Sơn lăng nơi chân Núi Sam.
- 1832: Vua Minh Mạng đổi Ngũ trấn thành Lục tỉnh (Biên Hòa, Gia Định, Định Tường, Vĩnh Long, An Giang) thì tỉnh An Giang có 2 phủ là: Tuy Biên, Tân Thành; và 4 huyện là: Tây Xuyên (Châu Phú), Đông Xuyên (Tân Châu), Vĩnh Định (Cần Thơ), Vĩnh An (Sa Đéc). Tướng Trương Minh Giảng là vị Tổng đốc đầu tiên trông coi An Giang và Hà Tiên. Cũng trong năm này phủ học Tân Thành được mở tại Sa Đéc (lúc bấy giờ Sa Đéc thuộc An Giang).
- 1833: Nhận lời cầu viện của Lê Văn Khôi, cuối năm này thủy quân Xiêm La kéo sang, bị Trương Minh Giảng, Phạm Hữu Tâm, Nguyễn Xuân, Trần Văn Năng, Phạm Văn Điển chặn đánh tan trên sông Vàm Nao. Trong năm này, vua Minh Mạng cho phá bỏ đồn Châu Đốc cũ, xây thành mới ở gần bên.
- 1834: Đầu năm này, thủy quân Xiêm La theo ngã sông Tiền tiến xuống 2 lần, nhưng lần nào cũng bị chận đánh ở Cù Hu (tức vùng Chợ Thủ thuộc Chợ Mới, An Giang), cuối cùng phải tháo chạy về nước.
- 1841: Ở Thất Sơn nổ ra cuộc nổi dậy của nông dân người Kinh và người Khmer nhằm chống lại đường lối cai trị của nhà Nguyễn, đến tháng 5 năm sau thì bị đánh dẹp.
- Tháng 9 năm 1841, vì thấy việc binh bị tốn kém, vua Thiệu Trị sai bỏ Trấn Tây thành, rút binh về An Giang. Nhiều người Chăm ở Chân Lạp đã đi theo khâm sai đại thần Lê Văn Đức, Phó khâm sai Doãn Uẩn cùng Trấn Tây đại tướng quân Trương Minh Giảng từ Campuchia (trấn Tây Thành) rút về Châu Đốc. Đa số người Chăm là binh lính, thân binh, cận vệ. Họ theo đoàn quân của Lê Văn Đức cư trú dọc đầu nguồn sông Hậu thuộc tỉnh An Giang từ đó đến bây giờ.
- 1842: Quân Xiêm La lại sang tấn công Hà Tiên và vùng biên giới An Giang, các tướng nhà Nguyễn là: Nguyễn Tri Phương, Nguyễn Tiến Lâm, Nguyễn Lương Nhàn, Lê Văn Đức, Nguyễn Công Trứ được cử đến chống ngăn. Trong năm này, Nguyễn Công Trứ được bổ làm tuần phủ An Giang. Ông cho lập Tỉnh học An Giang ở thôn Tây Phú (Châu Đốc).
- 1843: Nguyễn Công Nhàn (đốc bộ An Giang) đào kênh nối Châu Đốc với Tân Châu. Đến tháng 4 (âm lịch) 1844 thì hoàn thành. Ban đầu có tên là Long An Hà, nay là kênh Vĩnh An. Năm này Thủ khoa Phạm Văn Trung [3] được bổ làm Đốc học đầu tiên của Tỉnh học.
- 1844: Doãn Uẩn làm tuần phủ An Giang thay Nguyễn Công Trứ.
- 1845: Linh mục Jacques Dương lập họ đạo Năng Gù (xã An Hòa, huyện Châu Thành), tiến hành khai khẩn đất đai.
- 1847: Doãn Uẩn cất chùa Tây An (tên do ông đặt với hàm ý trấn yên bờ cõi phía Tây nước Việt).
- 1849: Đoàn Minh Huyên lập đạo Bửu Sơn Kỳ Hương. Sau đó, ông cho tín đồ tiến hành khai khẩn ở Thới Sơn (huyện Tịnh Biên), Láng Linh và Cái Dầu (đều thuộc huyện Châu Phú). Khoảng năm này, Bùi Hữu Nghĩa bị đày làm lính ở đồn Vĩnh Thông (Châu Đốc).
- 1850: Nguyễn Tri Phương làm Tổng đốc An Giang.
- 1851: Nguyễn Tri Phương đưa tù nhân đến khẩn hoang ở An Giang. Tính đến năm 1853, ông lập được 23 ấp ở đây.
- 1863: Hoàng thân A Soa (Cao Miên) xây dựng căn cứ kháng thực dân Pháp ở Thất Sơn.
- 1864: Quân Pháp chiếm 3 tỉnh miền Đông Nam Kỳ, vua Tự Đức cho mở khoa thi Hương ở An Giang. Khoa này cũng là khoa thi cuối cùng ở Nam Kỳ. Sĩ tử duy nhất ở tỉnh đỗ cử nhân là Huỳnh Duy Thanh (người Vĩnh Thông, nay thuộc Tri Tôn), Trần Hữu Thường (người Tân Châu) chỉ đỗ tú tài. Trong năm này, tổng đốc Phan Khắc Thận bắt Thủ Khoa Huân nộp cho quân Pháp.
- 1867: Ngày 22 tháng 6, quân Pháp chiếm tỉnh thành An Giang (lúc bấy giờ đặt ở Châu Đốc). Quản cơ Trần Văn Thành vào Bảy Thưa-Láng Linh tập hợp quân dân phất cờ kháng Pháp.

### Thời Pháp thuộc

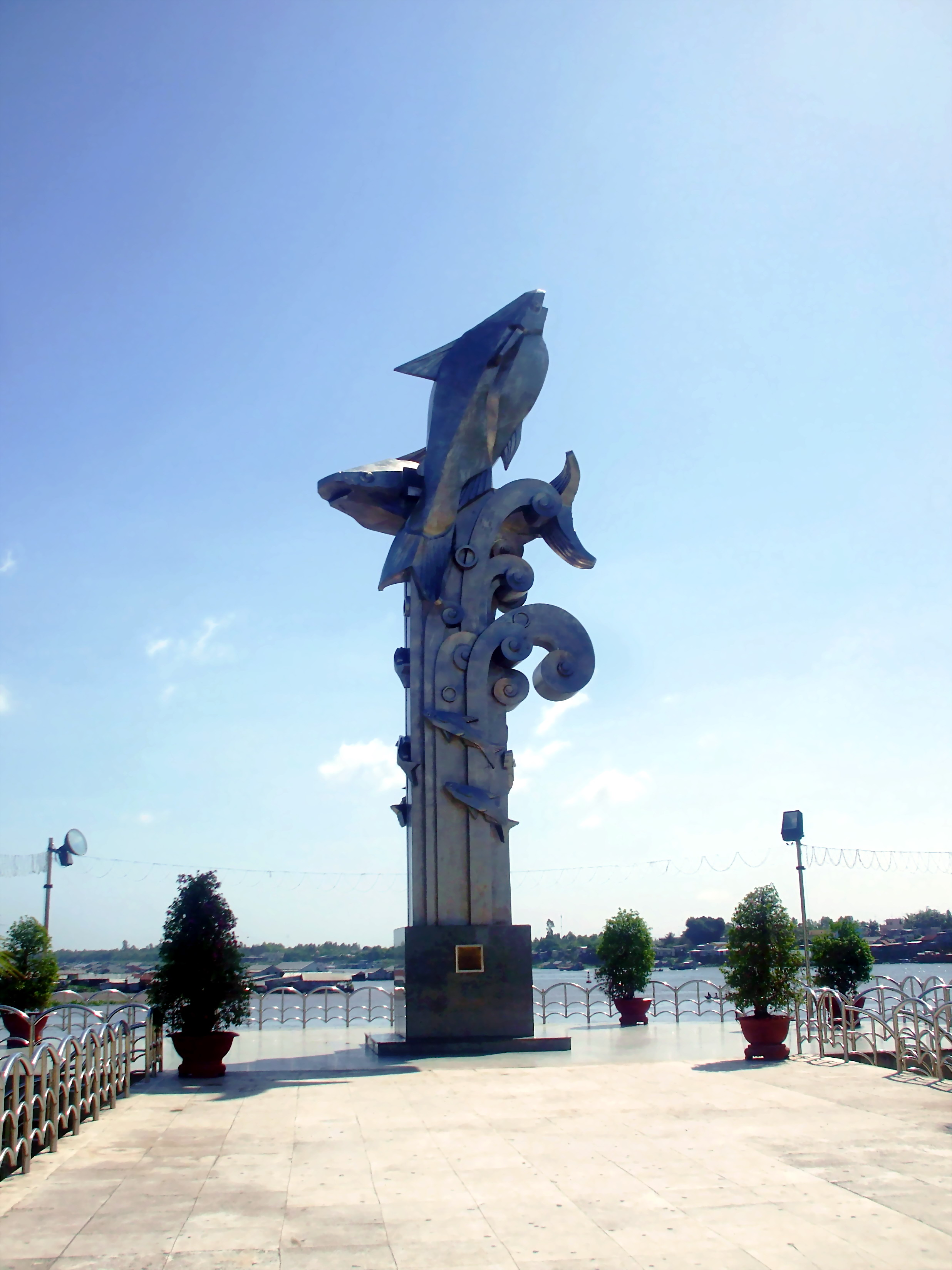
Tượng đài Cá ba sa tại ngã ba sông Châu Đốc

- 1868: Nhân dân vùng Núi Sập dưới sự chỉ huy của Trần Văn Thành đã đóng cọc cản tàu Pháp trên kênh Thoại Hà hỗ trợ Nguyễn Trung Trực đánh đồn Rạch Giá.
- 1871: Trần Bá Lộc mở trận càn quét vào mật khu Bảy Thưa-Láng Linh, nhưng vì địa hình hiểm trở và bị đánh du kích nên phải rút về.
- 1873: Trần Bá Tường (em ruột Trần Bá Lộc) dẫn quân Pháp tấn công căn cứ Bảy Thưa-Láng Linh. Thủ lĩnh Trần Văn Thành hy sinh (20 tháng 3), cuộc khởi nghĩa thất bại.
- 1876: Pháp cất dinh Tham biện Châu Đốc. Địa danh Long Xuyên (chỉ vùng Cà Mau thời Mạc Thiên Tứ), theo Nghị định ngày 5 tháng 1 năm của nhà cầm quyền Pháp bắt đầu chính thức được dùng để chỉ hạt Long Xuyên (trước là Đông Xuyên).
- 1867: Ngô Lợi đến núi Tượng (Ba Chúc) xây dựng căn cứ kháng Pháp, lập làng An Định, lập đạo Tứ Ân Hiếu Nghĩa kế thừa theo truyền thống đạo Bửu Sơn Kỳ Hương..
- 1878: Pháp cất dinh Tham biện Long Xuyên.
- 1879: Khởi công xây dựng Nhà thờ Cù lao Giêng đến 10 năm sau mới hoàn thành. Nhà thờ này giữ vai trò quản lý mọi hoạt động Thiên Chúa giáo ở Cao Miên và các tỉnh miền Tây Nam Bộ.
- 1885: Tín đồ Tứ Ân Hiếu Nghĩa kết hợp quân của Hoàng thân Sivôtha nổi dậy, bị quân Pháp kéo đến đàn áp, rồi đóng đồn dọc kênh Vĩnh Tế.
- 1886: Trường tiểu học Pháp Việt được thành lập tại Long Xuyên. Đây là ngôi trường xưa nhất của tỉnh, nay là trường Tiểu học Nguyễn Du.
- 1887: Quân Pháp càn quét quy mô vào làng An Định (Ba Chúc), đốt sạch chùa chiền, nhà cửa, rồi giải tán làng.
- 1890: Ngô Lợi mất, phong trào kháng Pháp tan rã, chỉ còn lại đạo Tứ Ân Hiếu Nghĩa.
- 1891: Giống lúa sạ mà người Pháp gọi là lúa nổi (rir flottant), được Phan Văn Vàng đem về từ Campuchia về, sau đó gieo trồng thành công tại An Giang.
- 1892: Cầu Henry (nay là cầu Hoàng Diệu) được xây dựng.
- 1896: Sau khi kháng Pháp thất bại, Cử Đa (Nguyễn Thành Đa) đến tu trên đỉnh Núi Cấm.
- 1899: Cầu Levis (cầu Quay) được xây dựng (sau 1975, cầu bị phá bỏ, xây dựng lại thành cầu Nguyễn Trung Trực)
- 1901: Nguyễn Chánh Sắt lên Sài Gòn cộng tác với tờ Nông cổ mín đàm, và được xem là "nhà báo đầu tiên" của tỉnh[5].
- 1904: Ngày 1 tháng 5, xảy ra trận bão lụt năm Thìn, An Giang và nhiều tỉnh ở đồng bằng sông Cửu Long đều bị thiệt hại nặng. Cũng trong năm này, Phan Bội Châu đến Long Xuyên, Châu Đốc, rồi vào Bảy Núi tìm người cùng chí hướng.
- 1909: Tòa án Long Xuyên kết án 63 người vì tham gia "Hội kín".
- 1913: Nhân dân phát hiện tượng "Phật bốn tay"[6] ở khu vực chợ Vọng Thê, đem về lập chùa thờ tại chân núi Ba Thê.
- 1914: Hồ Biểu Chánh đến làm việc tại An Giang, và viết một số tác phẩm tại đây.
- 1910: Khởi công xây dựng Bệnh viện Long Xuyên (nay là Bệnh viện Đa khoa Trung tâm An Giang).
- 1916: Nguyễn Hữu Trí mở cuộc tấn công Khám Lớn Sài Gòn cứu Phan Xích Long, nhưng thất bại.
- 1917: Quân Pháp đàn áp, khủng bố chùa Phật Lớn (núi Cấm), bắt giam Cao Văn Long (Bảy Do), "Hội kín" An Giang tan rã. Trong năm này, Hồ Biểu Chánh đưa cải lương lên sân khấu thể nghiệm ở Long Xuyên.
- 1918: Tháng 1, Đại Việt tạp chí ra hàng tháng (chỉ tồn tại trong 7 tháng). Đây là tờ báo Việt ngữ đầu tiên của tỉnh, và là tờ báo chính thức của Hội Khuyến học Long Xuyên, gồm Hồ Biểu Chánh, Đặng Thúc Liêng, Lê Thúc Thanh, Nguyễn Đình Chi, v.v...[7]. Cũng trong năm này, Phạm Quỳnh đến nhiều nơi trong đó có Long Xuyên. Khi về ông viết loạt bài Một tháng ở Nam Kỳ.
- 1921: Nguyễn Sinh Sắc qua lại hoạt động ở vùng Tịnh Biên, Tân Châu (đến năm 1927). Đêm 18 tháng 10 năm này, khai trương gánh hát Tập Ích Ban tại Thốt Nốt (An Giang, nay thuộc Cần Thơ).
- 1924: Châu Văn Liêm về dạy học tại Trường Nữ Long Xuyên, tuyên truyền tinh thần yêu nước.
- 1925: Con lộ Long Xuyên - Châu Đốc hoàn thành.
- 1927: Chi bộ Việt Nam Thanh niên Cách mạng Đồng chí hội đầu tiên của tỉnh Long Xuyên ra đời tại Long Điền (Chợ Mới).
- 1928: Nguyễn Quang Diêu đến ẩn dật ở núi Sam rồi Tân Châu.
- 1929: Trương Gia Mô tự vẫn trên đỉnh núi Sam [8].
- 1930: Lần đầu tiên Long Xuyên sử dụng điện. Lê Văn Đỏ treo "cờ búa liềm" trên cột dây thép xã Long Điền (Chợ Mới). Tính đến năm này, diện tích lúa sạ ở An Giang là 137.000 ha, và đã cho sản lượng cao nhất nước, góp phần quan trọng đưa nền kinh tế của tỉnh đi lên.
- 1935: Nguyễn Hiến Lê từ Sơn Tây (nay thuộc Hà Nội) đến Long Xuyên lập nghiệp.
- 1936: Xảy ra vụ tranh chấp đất đai ở Thạnh Quới giữa giới cường hào, địa chủ và giới nông dân nghèo.
- 1937: Huyện học Đông Xuyên được mở tại ở thôn Long Sơn trên phần đất nay thuộc thị xã Tân Châu.
- 1938: Lại xảy ra vụ tranh chấp đất đai ở Ba Thê và Bình Thạnh, cũng giữa hai giới trên.
- 1939: Đạo Tưởng nổi dậy chống chính quyền Pháp tại Tân Châu. Cũng trong năm này, Đạo Phật giáo Hòa Hảo ra đời (18 tháng 5 năm Kỷ Mão).
- 1944: Louis Malleret đến vùng Óc Eo (nay thuộc Vọng Thê, huyện Thoại Sơn) để khảo cổ.
- 1945: Tòa Bố Long Xuyên (tức tòa hành chánh tỉnh của thực dân Pháp) bị Việt Minh thiêu hủy.
- 1946: Quân Pháp tái chiếm Long Xuyên (9 tháng 1), Châu Đốc (20 tháng 1).
- 1948: Ngày 1 tháng 4, Nguyễn Ngọc Thơ được bổ làm tỉnh trưởng đầu tiên của tỉnh Long Xuyên. Ngày 12 tháng 11, trường trung học mang tên Collège de Long Xuyên khai giảng khóa đầu tiên, gồm 76 học sinh (Tháng 2 năm 1952, trường được đổi tên thành Trường Trung học Thoại Ngọc Hầu).
- 1949: Quân Pháp mở trận càn lớn vào Bảy Núi.
- 1950: Tháng 12, Chính quyền kháng chiến thành lập tỉnh Long Châu Hà.
- 1953: Long Xuyên trở thành thị xã.
- 1954: Sau khi thấy bại tại chiến trường Điện Biên Phủ, ngày 7 tháng 5 năm 1954, Pháp buộc phải rút quân khỏi Việt Nam.

### Sau khi quân Pháp rời khỏi Việt Nam

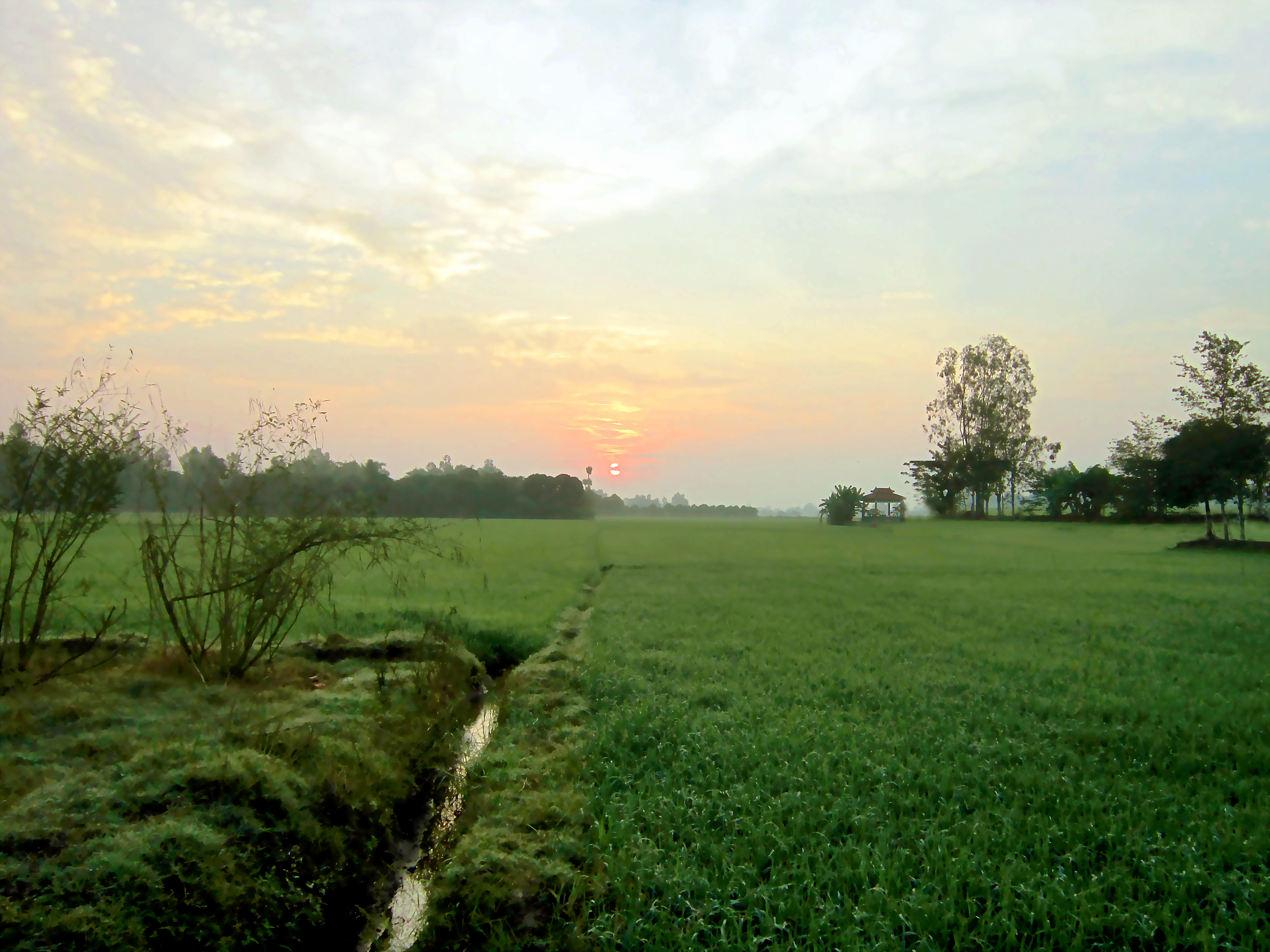
Một cánh đồng lúa ở Chợ Mới, An Giang

- 1956: Ngô Đình Diệm ký sắc lệnh số 143/NV sáp nhập tỉnh Long Xuyên và tỉnh Châu Đốc thành tỉnh An Giang.
- 1961: Mặt trận giải phóng tỉnh ra mắt tại chùa Tà Miệt xã Lương Phi (Tri Tôn).
- 1968: Et-ca (trung tướng Mỹ) bắt đầu mở cuộc tấn công đồi Tức Dụp (Tri Tôn) nhằm tìm diệt lực lượng quân Giải phóng miền Nam đang ẩn náu nơi đây. Vì quân Mỹ và quân Việt Nam Cộng hòa bị thiệt hại nặng về người và của mà không thành công, nên từ đó Tức Dụp còn có tên gọi "ngọn đồi 2 triệu đôla" (có nguồn nói là do lời hứa cho quân sĩ 2 triệu đôla nếu thắng trận).
- 1972: Viện Đại học Hòa Hảo khai giảng niên học đầu tiên tại Long Xuyên. Trong năm này, Miếu Bà Chúa Xứ Núi Sam được khởi công xây dựng lại theo quy mô lớn và hoàn chỉnh như hiện nay.
- 1974, Giáo hội Thiên Chúa giáo nâng cấp Chủng viện Têrêxa thành Đại chủng viện thánh Thomas để đào tạo cấp linh mục.

### Sau năm 1975
- 1975: Xảy ra sự kiện 30 tháng 4 năm 1975. Ngày 22 tháng 9, Chính phủ Cách mạng Lâm thời Cộng hòa miền Nam Việt Nam cho đổi tiền lần đầu tại miền Nam Việt Nam.
- 1977: Quân Pôn Pốt từ Campuchia đồng loạt nổ súng tấn công chiếm 14 xã biên giới Tây Nam của tỉnh, sát hại 3157 người dân Việt tại Ba Chúc (Tri Tôn).
- 1999: Ngày 01 tháng 3, thành lập thành phố Long Xuyên. Tháng 12, Đại học An Giang thành lập tại Long Xuyên.
- 2009: Ngày 19 tháng 12, thành lập thị xã Tân Châu.

## Sách tham khảo chính
- Nhiều người soạn, Địa chí An Giang (trọn bộ 2 quyển) do Chính quyền tỉnh tổ chức biên soạn và ấn hành năm 2003 và 2007.
- Người Long Xuyên, An Giang: Xưa và Nay. Sách in trước 1975, không ghi năm xuất bản.
- Quốc sử quán triều Nguyễn, Quốc triều sử toát yếu (Tiền biên và Chính biên). Nhà xuất bản Văn Học, 2002.
- Sơn Nam, Lịch sử An Giang, Nhà xuất bản Tổng hợp An Giang, 1988.
- Sơn Nam, Lịch sử khẩn hoang miền Nam. Nhà xuất bản Văn Nghệ Thành phố Hồ Chí Minh, 1994.
- Huỳnh Minh, Tân Châu xưa. Nhà xuất bản Thanh Niên tái bản năm 2003.
- Phan Văn Kiến, Lịch sử địa phương An Giang. Nhà xuất bản Giáo dục, 2009.